# Annexe
Annexe ist ein Schweizer Architektinnenkollektiv, das mit künstlerischen Mitteln an der Schnittstelle von Architektur und Performance arbeitet. Es wurde im Frühjahr 2021 von Elena Chiavi, Kathrin Füglister, Amy Perkins und Myriam Uzor gegründet. Die Gruppe hat das Ziel, Entwürfe und Bauprojekte von Architekturpionierinnen durch Bauten, Workshops und Aktionen nachhaltig sichtbar zu machen. Das Kollektiv gestaltete für die 19. Architekturbiennale Venedig im Jahr 2025 den Schweizer Pavillon. Daneben ist es kuratorisch tätig.

## Geschichte
Im Verein ProSaffa1958-Pavillon, gegründet von Mitgliedern des Forschungsprojekts des Schweizer Nationalfonds zur Saffa 1958, dedra, siebaut und dem Baubüro insitu, engagierte sich Annexe für den Wiederaufbau des Pavillons von Berta Rahm auf der Saffa-Insel im Zürichsee. Die rekonstruierte Küchenzeile mit stark vereinfachten und reproduzierten Teilen des Interieurs und des Mobiliars wurde an verschiedenen Orten des kulturellen Austauschs in der Schweiz als Ort feministischer Vernetzung umgenutzt.
Das 50. Jubiläum der Einführung des Frauenstimmrechts in der Schweiz im Jahr 2021 nahm Annexe zum Anlass, um im Rahmen eines Wettbewerbs des Schweizer Frauenverbands Alliance F und der Stiftung Mercator ein Wanderfestival im öffentlichen Raum zu initiieren, das Diskussionen und Workshops beinhaltete, die sich um den Pavillon von Berta Rahm drehten. Der Festivalauftakt war während eines Bau-Workshops an der Open-Air-Ausstellung OpenHouse im Park von Genthod bei Genf.
Der architektonische Annex, im Sinne eines Anbaus, als Ergänzung, verbindendes Element, das zudem zusätzlichen Raum schafft, ist Thema der Gruppe Annexe. Der Ansatz der Gruppe ist geprägt von interdisziplinärer Zusammenarbeit und dem Bestreben, Architektur als gesellschaftliches Werkzeug zu verstehen. Veranstaltungsreihen mit Begegnungen, Diskussionen, gemeinsamem Essen und Workshops ranken sich um Architekturen und ihre Bedeutungen. Annexe arbeitet ausgehend von Architektur, die bereits vorhanden ist und verbindet materielle Ressourcen mit immateriellem Wissen, das Vergangenheit in die Gegenwart einschreibt und Wissen und Kultur nachhaltig macht.

## Architekturbiennale Venedig 2025
Im Jahr 2025 wurde Annexe als Schweizer Vertreterin zur Architekturbiennale Venedig eingeladen. Gemeinsam mit Axelle Stiefel entwickelten sie für den Schweizer Pavillon eine Architektur, die der Frage nachgeht, wie dieser ausgesehen hätte, wenn Lisbeth Sachs, eine der ersten Architektinnen der Schweiz, ihn entworfen hätte. Der Schweizer Beitrag zur 19. Architekturbiennale verbindet den temporären Bau, den Lisbeth Sachs 1958 zur Schweizerischen Ausstellung für Frauenarbeit gestaltete, mit Bruno Giacomettis Schweizer Pavillon und untersucht deren immaterielle Aspekte.
Die Installation durchkreuzt den bestehenden Pavillon mit als Rundbau organisierten, baulichen und textilen Eingriffen und Erweiterungen, die die rechtwinklige Anlage durchdringen und neu erfahrbar machen. Gemäss der Auswahljury der Pro Helvetia «nimmt Annexe die Abwesenheit von Architektinnen bei der Entstehung der Pavillons auf dem Hauptausstellungsgelände der Biennale zum Anlass, sich nicht nur mit der mangelnden Anerkennung der Arbeit von Frauen in der Architekturgeschichte auseinanderzusetzen, sondern auch der anhaltenden Ungleichheit zwischen den Geschlechtern im Architekturberuf und im Bausektor entgegenzuwirken.»

## Beteiligte Architektinnen
Mitglieder laut Kunstbulletin: Elena Chiavi, Kathrin Füglister, Amy Perkins und Myriam Uzor. Elena Chiavi ist Architektin. Sie studierte an der Accademia di Architettura Mendrisio und an der École Polytechnique Fédérale Lausanne und schloss ihr Studium im Jahr 2016 ab.
Kathrin Füglister arbeitet als Architektin in Zürich. Nach ihrem Abschluss 2018 war sie bei E. & M. Boesch Architekten in Zürich beschäftigt und arbeitet derzeit freischaffend. Sie ist Mitbegründerin von Störwerkstatt, siebaut und pomonopomo.
Amy Perkins studierte bis 2013 Architektur an der Cambridge University und der London Metropolitan University. Sie ist Gründungsmitglied von Assemble Studio (2010) und arbeitete an den Selbstbauprojekten Cineroleum und Folly for a Flyover mit. Sechs Jahre war sie für Caruso St John in London tätig. Seit 2018 ist sie Lehrbeauftragte am Lehrstuhl für Architektur und Design an der ETH Zürich und seit 2020 Teil der Kommission für Parität und Diversität des Departements.
Myriam Uzor ist Architektin und wissenschaftliche Mitarbeiterin an der ETH Zürich. Seit 2018 ist sie an der Professur für Landschaftsarchitektur bei Christophe Girot tätig. Sie ist Mitautorin und Herausgeberin der Publikationen Lost in Paradise. Eine Reise durch die persische Landschaft und Exklusiv Europabrücke. Auf Umwegen durch Zürich Altstetten.

## Projekte
- 2021: The Feast, Berta Rahm’s Pavilion Saffa 58’ mit Kitchuan, GTA Ausstellungen, Zürich[11]
- 2021: Sommersaison 2021, Part I, Frauenpavillon, St. Gallen[12]
- 2021: Sommersaison 2021, Part II, mit collective corridor, Lares, Ville en Tête, La Love Machine, Maladière Moderne, Lausanne
- 2021: Sommersaison 2021, Part III, Cooking, Annexe – Eine Sommersaison, ZAZ Bellerive, Zentrum Architektur Zürich[13]
- 2021: Annexe Furniture, Design und Produktion mit der Kunstgiesserei St. Gallen
- 2022: Do Not Carry Your Flag Too Low, EPFL, Lausanne[10]
- 2023: Entracte, Get Your Act Together, ETH Zürich,
- 2022: Teilnahme an der Swissbau, Basel
- 2024: Interdisziplinäre Architektur, Zürich
- 2025: Endgültige Form wird von der Architektin am Bau bestimmt. Schweizer Pavillon, Architekturbiennale Venedig